# كريستوفر دنهام
كريستوفر دنهام (بالإنجليزية: Christopher Denham)‏، هو ممثل ومخرج ومنتج وكاتب سيناريو أمريكي.

## الأعمال

### أفلام
- حرب تشارلي ويلسون (2007)
- الخداع (2009)
- جزيرة شاتر (2010)
- آرغو (2012)
- بلد سيئة (2014)
- وحش المال (2016)

### مسلسلات
- القانون والنظام: الوحدة الخاصة للضحايا (2003) (بدور: جوي فيلد)
- بيرسون أوف إنترست (2012) (بدور: كايل موريسون)
- ذا غود وايف (2013) (بدور: ترنت)
- المليارات (2017)

## روابط خارجية
- كريستوفر دنهام على موقع IMDb (الإنجليزية)
- كريستوفر دنهام على موقع ألو سيني (الفرنسية)
- كريستوفر دنهام على موقع أول موفي (الإنجليزية)
- كريستوفر دنهام على موقع قاعدة بيانات برودواي على الإنترنت (الإنجليزية)
- كريستوفر دنهام على موقع قاعدة بيانات الأفلام السويدية (السويدية)
- كريستوفر دنهام على موقع قاعدة بيانات الفيلم (الإنجليزية)
- كريستوفر دنهام على موقع كينوبويسك (الروسية)